# Tingena enodis
Tingena enodis är en fjärilsart som först beskrevs av Alfred Philpott 1927d.  Tingena enodis ingår i släktet Tingena och familjen praktmalar. Inga underarter finns listade i Catalogue of Life.